# 斐济—马来西亚关系
斐济—马来西亚关系（英語：Fiji–Malaysia relations）是指斐济与马来西亚之间的双边外交关系。斐济在吉隆坡设有高级专员公署，该高级专员公署还派驻文莱、菲律宾和新加坡，马来西亚在苏瓦设有高级专员公署。

## 历史
两国都是大英帝国的殖民地，并且由于1952年至1956年马来亚紧急状态期间有许多斐济士兵在马来西亚半岛服役，因此两国有着长期的关系。1971年，斐济首任总理卡米塞塞·马拉访问马来西亚，并于1977年建立外交关系。马来西亚驻苏瓦高级专员公署于1984年成立，斐济驻吉隆坡高级专员公署于1988年成立。
1996年8月4日，斐济总理西蒂韦尼·兰布卡抵达吉隆坡苏丹阿都阿兹沙机场进行为期三天的访问，旨在加强马来西亚与斐济之间的双边关系。马来西亚首相马哈迪·莫哈末表示，有必要鼓励两国私营部门之间加强互动与合作。兰布卡邀请马来西亚投资者参与斐济农业、旅游业、渔业和采矿业的发展。